# Ugarite

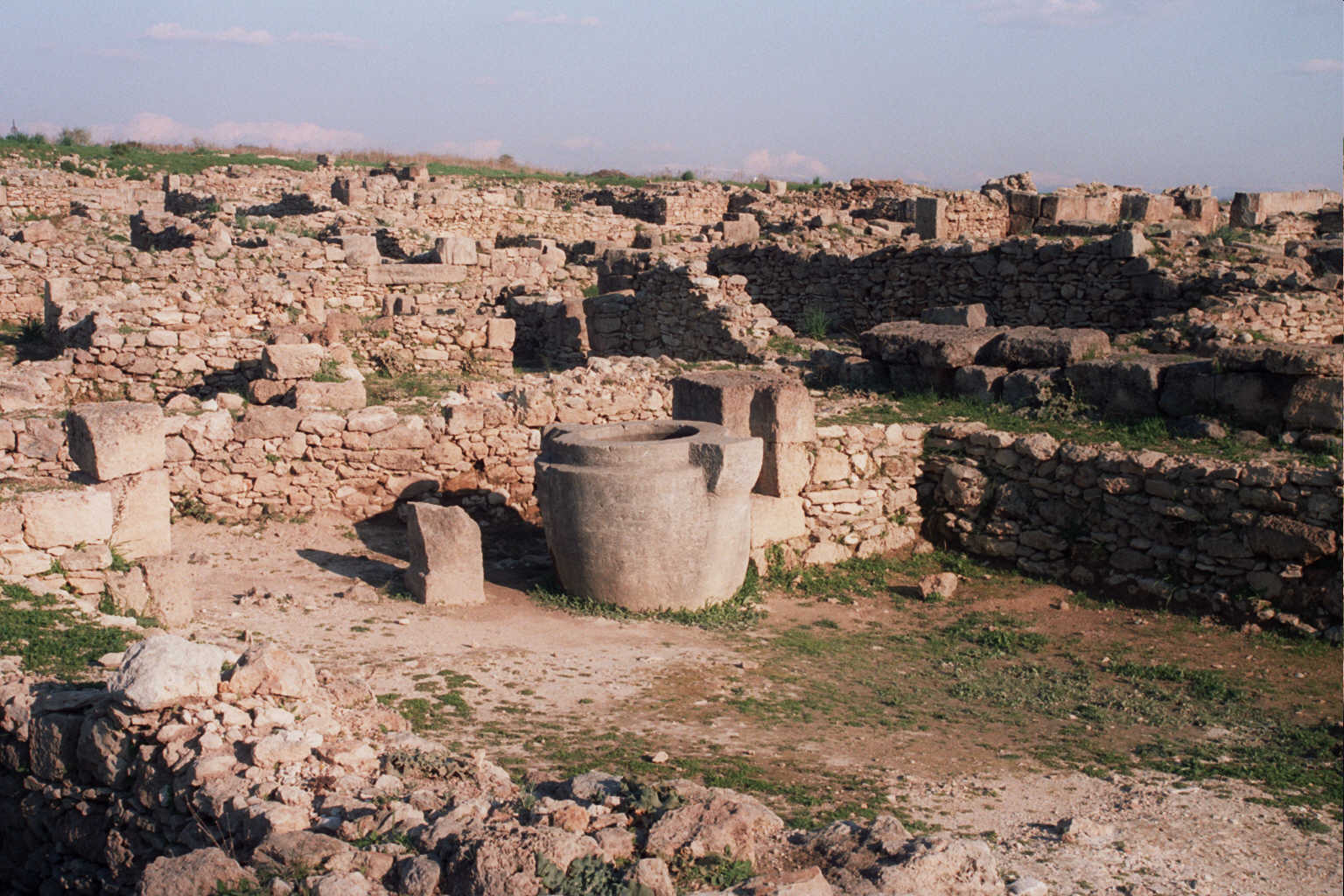
Ruínas escavadas em Ras Shamra

Ugarite (atual Ras Shamra, em árabe: رأس شمرة; lit. “topo/cabeça/capa do funcho selvagem”) foi uma antiga e cosmopolita cidade portuária, situada na costa mediterrânea do norte da Síria, alguns quilômetros ao norte da cidade moderna de Lataquia. Ugarite enviava tributo ao Egito e mantinha vínculos diplomáticos e comerciais com a antiga Chipre (chamado então de Alaxia), documentados nos arquivos recuperados do sítio arqueológico e corroborados pela cerâmica cipriota e micênica descoberta ali. O apogeu da cidade ocorreu de cerca de 1 450 até 1 200 a.C.

## O sítio
A localização de Ugarite foi esquecida até 1928, quando um camponês alauita abriu acidentalmente uma tumba antiga enquanto arava o campo. A área descoberta era a necrópole de Ugarite. As escavações revelaram desde então uma cidade importante, que se situa ao lado de Mênfis, Ur e Eridu como o berço da cultura urbana, com uma pré-história que alcança o sexto milênio a.C., talvez por ter sido tanto um porto como a entrada da rota comercial que levava às terras em torno dos rios Tigre e Eufrates.

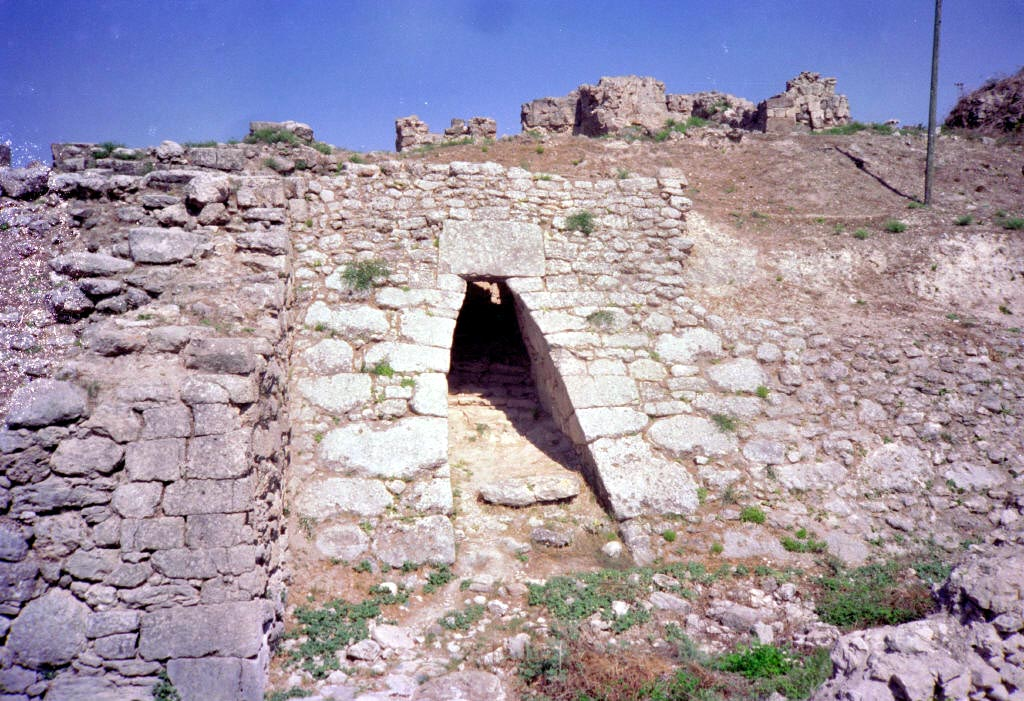
Entrada do palácio real

A maioria das escavações em Ugarite foram realizadas pelo arqueólogo Claude Schaeffer, do Museu Pré-Histórico e Galo-Romano de Estrasburgo. As escavações descobriram um palácio real de 90 quartos distribuído ao longo de oito pátios fechados, muitas moradias privadas, duas bibliotecas (uma delas pertencente a um diplomata chamado Rapanu) que continham textos diplomáticos, legais, econômicos, administrativos, acadêmicos, literários e religiosos. No topo do morro onde a cidade foi construída estavam dois templos principais: um dedicado a Baal, o "rei", filho de El, e um a Dagom, o deus ctônico da fertilidade e do trigo.
Durante uma escavação do sítio, diversos depósitos de tabuletas de argila na escrita cuneiforme foram encontradas, constituindo uma biblioteca do palácio, outra biblioteca de um templo e - uma aparente exclusividade no mundo então—duas bibliotecas privadas; todas datando da última fase de Ugarite, em cerca de 1 200 a.C.. As tabuletas descobertas neste centro cosmopolita foram escritas em quatro línguas: sumério, hurrita, acádio (o idioma da diplomacia no antigo Oriente Médio), e ugarítico (do qual nada se conhecia até então). Nada menos que sete alfabetos diferentes eram utilizados em Ugarite: hieróglifos egípcios e luvitas, e os cuneiformes eteocretense, sumério, acádio, hurrita e ugarítico.
Durante as escavações, em 1958, mais uma biblioteca de tabuletas foi descoberta. Estas foram, no entanto, vendidas no mercado negro, e demoraram para ser recuperadas. As "tabuletas Claremont-Ras Shamra" agora estão armazenadas no Instituto para a Antiguidade e a Cristandade, na Claremont School of Theology, em Claremont, Califórnia. Elas foram editadas por Loren R. Fisher em 1971. Em 1973, um arquivo contendo cerca de 120 tabuletas foi descoberto durante escavações de resgate; no ano de 1994 mais de 300 outras tabuletas foram descobertas neste sítio em um grande edifício de pedra polida, cobrindo assim os anos finais da existência da cidade na Idade do Bronze.
A obra de literatura mais importante descoberta em Ugarite é o Ciclo de Baal, que descreve a base da religião e do culto do Baal canaanita.

## História

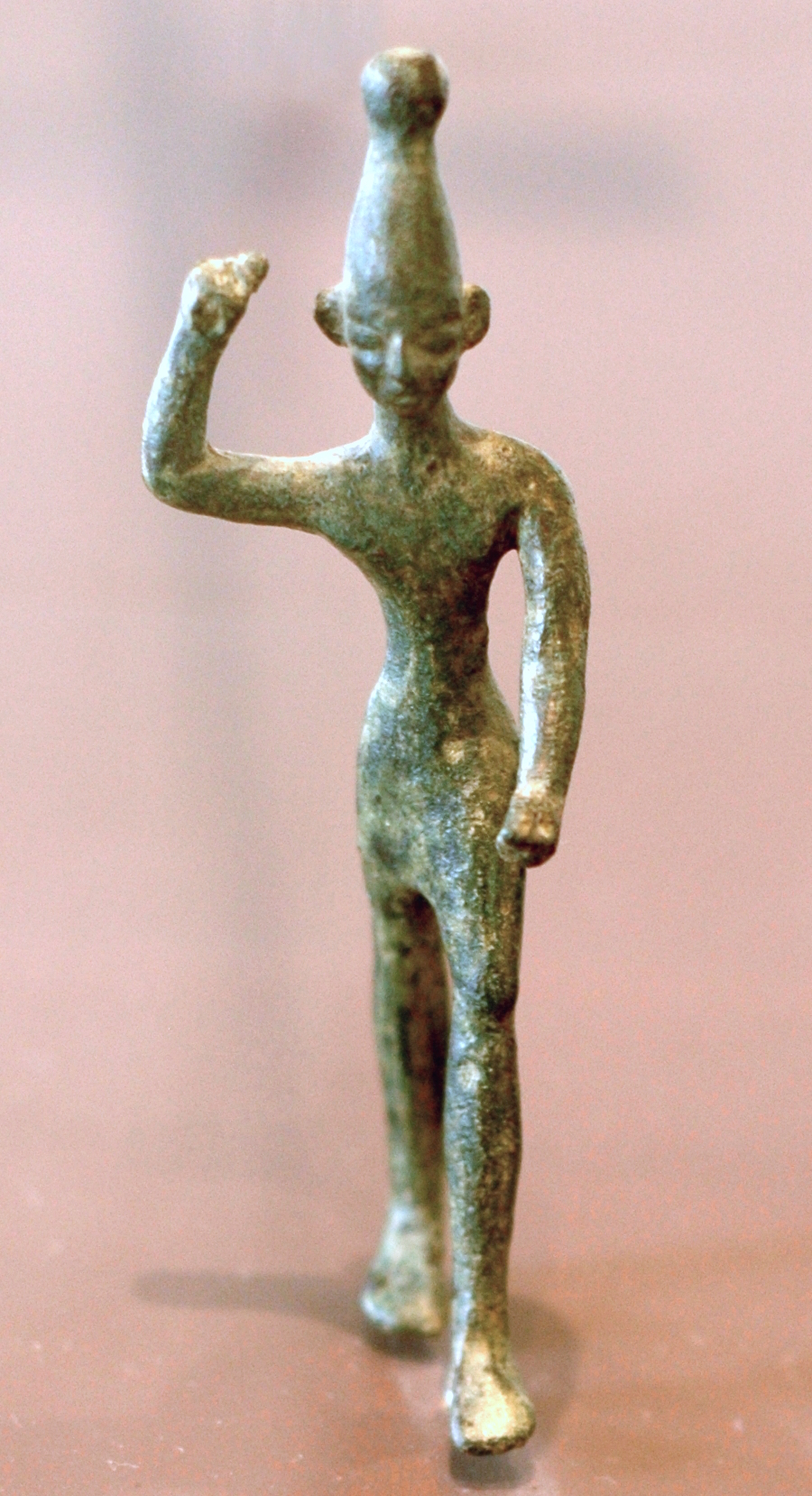
Uma estatueta de Baal de Ugarite

Embora se acredite que o sítio tenha sido habitado anteriormente, a Ugarite neolítica já era importante o suficiente para ter sido fortificada com um muro logo em seu início, talvez já no sexto milênio a.C..
A primeira evidência escrita mencionando Ugarite vem da cidade vizinha de Ebla, no século XVIII a.C. Ugarite passou para a esfera de influência do Egito, o que influenciou profundamente a sua arte. O contato mais antigo dos ugaritas com o Egito (e a primeira datação exata da civilização ugarítica) vem de uma conta de cornalina identificada com Sesóstris I, faraó do Reino Médio de 1971 a 1 926 a.C. Uma estela e uma estatueta dos faraós egípcios Sesóstris III e Amenemés III também foram encontrados. No entanto, ainda não está claro em que época estes monumentos foram levados para Ugarite. As Cartas de Amarna ugaríticas, de 1 350 a.C., registram correspondências de dos reis Amitanru I, Niquemadu II e de sua rainha.

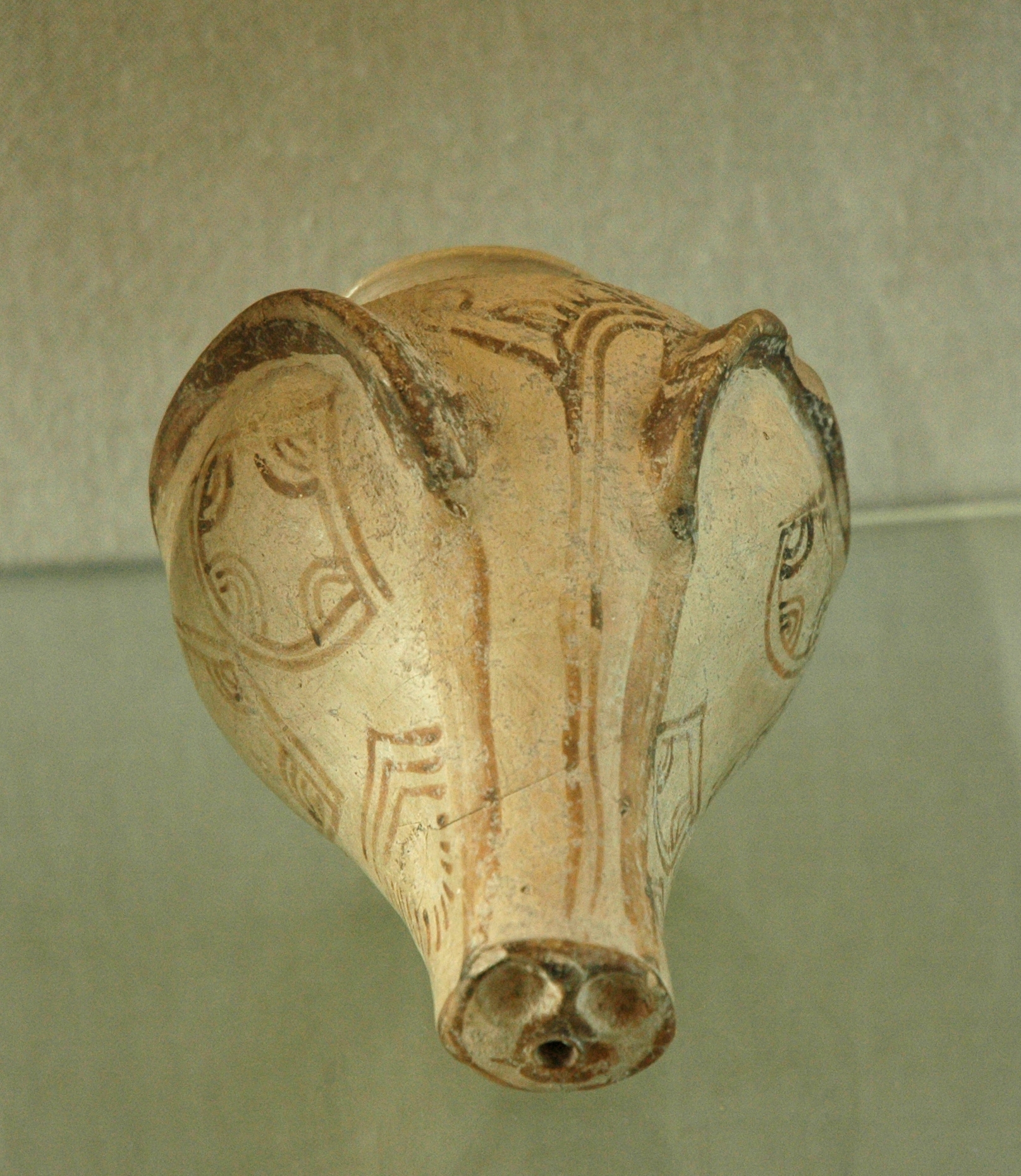
Ritão de javali, cerâmica micênica importada por Ugarite, séculos, (Louvre)

Posteriormente Ugarite caiu sob o jugo de novas tribos aparentadas aos hicsos, que mutilaram os monumentos em estilo egípcio. Durante o auge de sua cultura, do século XVI ao XIII a.C., Ugarite permaneceu em contato constante com o Egito e com a Chipre antiga. O último rei de Ugarite na Idade do Bronze, Amurapi, foi um contemporâneo do rei hitita Supiluliuma II. As datas exatas de seu reino não são conhecidas.
Ugarite foi destruída no final da Idade de Bronze. Os níveis da destruição continham artefatos heládicos IIIB tardios, mas nenhum IIIC (ver Civilização Micênica). A data da destruição, portanto, é importante para a datação da fase IIIC. Como uma espada egípcia com o nome do faraó Merneptá foi descoberta nos níveis da destruição, 1 190 a.C. foi assumida como a data para o início do período IIIC. Uma tabuleta cuneiforme descoberta em 1986 d.C. mostra que Ugarite foi destruída após a morte de Merneptá, isto é, antes de 1 190 a.C., provavelmente em 1 195 a.C. Há um consenso de que Ugarite já havia sido destruída no oitavo ano do reinado de Ramessés III.
Ainda se debate se Ugarite foi destruída antes ou depois de Hatusa, a capital hitita. À destruição seguiu-se uma pausa na colonização da região. Muitas outras culturas mediterrâneas estava em profunda desordem na mesma época, aparentemente devido às invasões dos misteriosos "Povos do Mar".

## Alfabeto
Os escribas em Ugarite parecem ter desenvolvido o alfabeto ugarítico no século XIV a.C.; 30 letras, correspondentes a sons, 27 consoantes e 3 vogais, foram adaptadas dos caracteres cuneiformes e inscritas em tabuletas de argila. Existe um debate sobre qual veio primeiro, o alfabeto ugarítico ou o fenício, embora o ugarítico date, comprovadamente, de pelo menos 1.400 a.C, e o texto mais antigo em no abjad fenício de cerca de 1 050 a.C. Enquanto muitas das letras mostram pouca ou nenhuma semelhança formal, a ordem padrão das letras (preservada no alfabeto latino como A, B, C, D, etc.) mostra semelhanças fortes entre os dois, sugerindo que os sistemas ugaríticos e fenícios não foram invenções completamente independentes. Somente mais tarde o alfabeto fenício se espalhou pelas rotas comerciais dos fenícios através do mar Egeu e do Mediterrâneo. O sistema fenício tornou-se a base para o primeiro alfabeto real no ocidente, quando foi adotado pelos falantes gregos, que modificaram alguns de seus símbolos para representar seus sons de vogais, e este por sua vez foi adotado e modificado pelas populações da Itália, incluindo os ancestrais dos romanos. Comparado com a dificuldade de se escrever o acádio na escrita cuneiforme — como as Cartas de Amarna, de cerca de 1 350 a.C.— a flexibilidade de um alfabeto abriu um horizonte de alfabetização para mais tipos de pessoas. Em comparação, o silabário (chamado de Linear B) utilizado nos palácios da Grécia micênica aproximadamente na mesma época era tão difícil de ser usado que a alfabetização se limitava em boa parte aos especialistas administrativos.

## Literatura ugarítica
Além da correspondência real para os monarcas vizinhos, a literatura ugarítica dos tabletes encontrados nas bibliotecas locais incluem textos mitológicos escritos numa poesia narrativa, cartas, documentos legais tais como compra e venda de terras, alguns tratados internacionais, e uma grande quantidade de listas administrativas. Fragmentos de diversas obras poéticas foram identificadas: a "Lenda de Kirtu", a "Lenda de Danel", os contos de Ba'al que detalham os conflitos de Baal - Hadad com Yam e Mot, além de outros fragmentos.
A descoberta dos arquivos ugaríticos teve grande importância para o estudo bíblico, pois estes arquivos forneceram pela primeira vez uma descrição detalhada das crenças religiosas canaanitas durante o período diretamente anterior à colonização israelita. Estes textos mostram paralelos significativos com a literatura hebraica bíblica, particularmente nas áreas do imaginário divino e da forma poética. A poesia ugarítica tem diversos elementos encontrados posteriormente na poesia hebraica: paralelismos, métricas, e ritmos. As descobertas de Ugarite levaram a uma nova apreciação do Velho Testamento como literatura.

## Religião ugarítica
A religião ugarítica estava centrada no deus-chefe, Ilu ou El, o "pai da humanidade", "criador da criação". A corte de El ou Ilu era chamada de Eloim ou Elohim, (deuses). Os mais importantes entre os principais deuses eram Hadade, o rei dos Céus, Atirate ou Asserá (familiar aos leitores da Bíblia), Yam (ou "Mar", o deus do caos primordial, das tempestades e da destruição em massa) e Mot ("morte"). Outros deuses venerados em Ugarite eram Dagom ("grão"), Tirosh, Horon, Resefe ("cura"), o artesão Kothar-wa-Khasis ("hábil e esperto"), Shahar ("amanhecer") e Shalim ("anoitecer"). Os textos ugaríticos forneceram aos acadêmicos uma riqueza de informações sobre a religião dos canaanitas, e suas ligações com a religião dos antigos israelitas.
A religião de Ugarite e a religião da antiga Israel não eram a mesma, mas existiam algumas notáveis coincidências. Por exemplo, o nome da suprema autoridade divina em Ugarite era El, um dos nomes do Deus de Israel (Gênesis 33:20). El era descrito como um deus de idade avançada, com cabelos brancos, sentado em um trono. No entanto, em Ugarite, El era o soberano, mas outro deus administrava as coisas na terra por El como seu vizir. O nome deste deus era Baal, um nome muito familiar para qualquer um que tenha lido o Antigo Testamento. Em Ugarite Baal era conhecido por diversos títulos: "rei dos deuses", "o altíssimo", "príncipe Baal" (baal zbl), e "o cavaleiro das nuvens".
A posição de Baal como "rei dos deuses" em Ugarite, o vizinho do norte de Israel, ajuda a explicar o "problema de Baal" no Antigo Testamento. A religião de Jeroboão no reino do norte absorveu o culto de Baal, e em pouco tempo parecia não haver diferença entre os dois cultos ou, se ela existia, era tão ínfima que venerar um ou o outro era apenas uma questão teológica; foi com este tipo de problema que profetas como Elias tiveram que lidar. O povo não tinha Bíblia, apenas os profetas e suas palavras. Quando não havia um profeta por perto para esclarecer o assunto, era mais fácil seguir o que os vizinhos estavam fazendo - especialmente se o seu rei não se importava, ou até mesmo preferisse isto.

## Reis de Ugarite
- Niquemadu I c.1 850 a.C.
- Iacurum c.1 825 a.C.
- Amitanru I pre-1 349 a.C.
- Niquemadu II 1349-1 315 a.C.
- Aralba 1315-1 313 a.C.
- Niquemepa 1313-1 260 a.C.
- Amitanru II 1260-1 235 a.C.
- Ibiranu 1235-1 220 a.C.
- Niquemadu III 1220-1 215 a.C.
- Amurapi 1215-1 185 a.C.